# Кусов, Дмитрий Ипполитович
Дмитрий Ипполитович Кусов (осет. Хъуысаты Димитр, 10 сентября 1889 год, Владикавказ — 9 февраля 1964 год) — осетинский советский поэт и драматург. Писал на осетинском и русском языках.

## Биография
Родился 10 сентября 1889 года во Владикавказе. В 1889 году его семья в поисках заработков переехала в Иркутск. В этом городе провёл свои детские и юношеские годы. В 1906 году, после смерти отца, вместе с матерью возвратился во Владикавказ. В 1908 году окончил владикавказское городское училище.
С 1915 по 1917 год служил в армии. После демобилизации переехал в Тифлис. Позже переехал в Москву, где работал этнографом-консультантом и помощником режиссёра на кинофабрике. В 1923 году по его сценарию был снят фильм «Абрек Заур». С 1927 года проживал в Ростове-на-Дону. Во время Великой Отечественной войны возвратился в Северную Осетию.
В 1945 году вступил в ВКП(б).
Скончался 9 февраля 1964 года.

## Творчество
В осетинской литературе в большей мере известен как драматург. Написал несколько десятков пьес. В 1912 году написал свою первую пьесу «Дети гор», которая была поставлена на сцене Владикавказского русского театра. В постановке пьесы принял участие режиссёр Е. Вахтангов. В 1914 году написал драму «Заурбек» и комедию «Неудачное похищение», которые были поставлены в осетинском театре в Тифлисе. В 1928 году на сцене Владикавказского русского театра была поставлена пьеса в четырёх актах «Белый туман».
Проживая в Ростове-на-Дону, издал на русском языке пьесу «Мариам» и в 1931 году — сборник очерков о своих путешествиях по Северному Кавказу под названием «Горянка». В 1940 году написал пьесу «Герой Мишутка»; спектакль по этой пьесе выдержал около 500 постановок на сцене Ростовского драматического театра. Эта пьеса вышла отдельным изданием в 1942 году во Владикавказе.

## Основные сочинения
- Зауырбек, пьесæ, М., 1926
- Урс мигъ, пьесæ, М., 1928
- Мариам, пьесæ, Дзæуджыхъæу, 1930
- Горянка, очерки, Ростов-на-Дону, 1931
- Певец народа, драма, 1939
- Герой Мишутка, пьеса, Дзауджикау, 1942
- Письмо, комедия, Владикавказ, 1957
- Рассвет в горах, поэтический сборник, Сталинир, 1958
- Ещё встречается такое: басни, юморески, Орджоникидзе, 1961